# Sven Bremer (Fußballspieler)
Sven Bremer (* 2. Juni 1975 in Oldenburg) ist ein ehemaliger deutscher Fußballspieler.

## Karriere
Bereits seit 1989 für den VfB Oldenburg spielend, kam Sven Bremer 1995 vom Reserveteam in die Regionalligamannschaft des Vereins. Gleich in der ersten Saison stieg er mit seinem Klub in die 2. Bundesliga auf, er spielte dabei eine wichtige Rolle mit 28 Spielen und einem erzielten Tor. Die Zweitligasaison 1996/97 endete mit dem direkten Wiederabstieg und Bremers Einsatzzeiten verringerten sich im Vergleich zur vorigen Saison – er bestritt nur noch 13 Spiele für Oldenburg.
Zur Saison 1997/98 wechselte er zum FC Gütersloh. Im ersten Jahr in Westfalen kam er bei sechs Spielen zum Einsatz. Bis 2000 stand er im Kader von Gütersloh, doch konnte er aufgrund einer schweren Knieverletzung weder 1998/99, noch in der Regionalligasaison 1999/00 ein Spiel bestreiten. 2000 beendete er dann schließlich als Folge der Verletzung seine Karriere.

## Nach dem Fußball
Heute betreibt Bremer ein Personal-Fitness-Studio in Bad Zwischenahn und arbeitet als Koordinations- und Fitnesstrainer im Jugendleistungszentrum des VfB Oldenburg.

## Statistik
| Liga          | Spiele (Tore) |
| ------------- | ------------- |
| 2. Bundesliga | 19 (1)        |
| Regionalliga  | 28 (1)        |